# Doude van Troostwijk

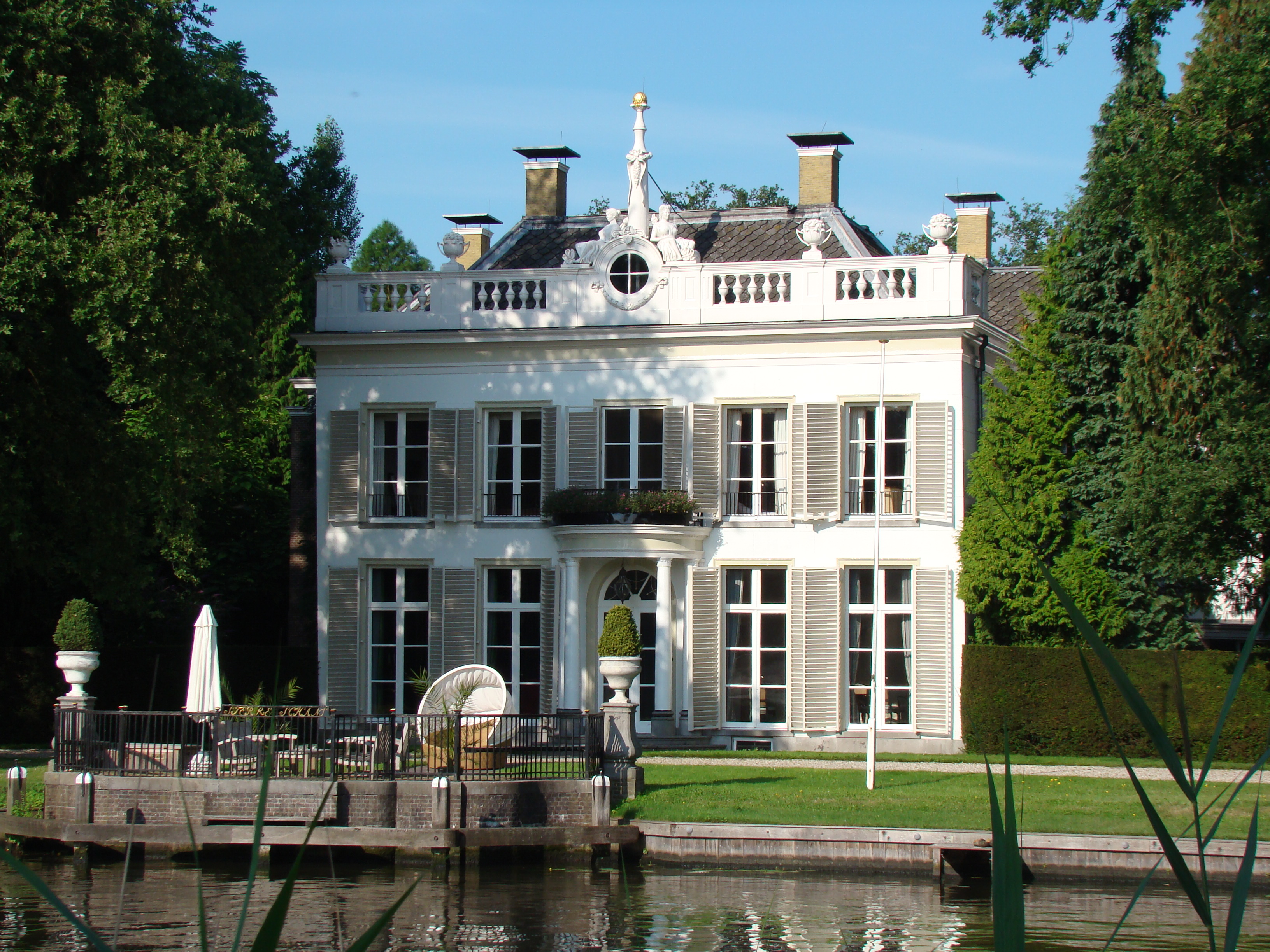
Huis Sterreschans

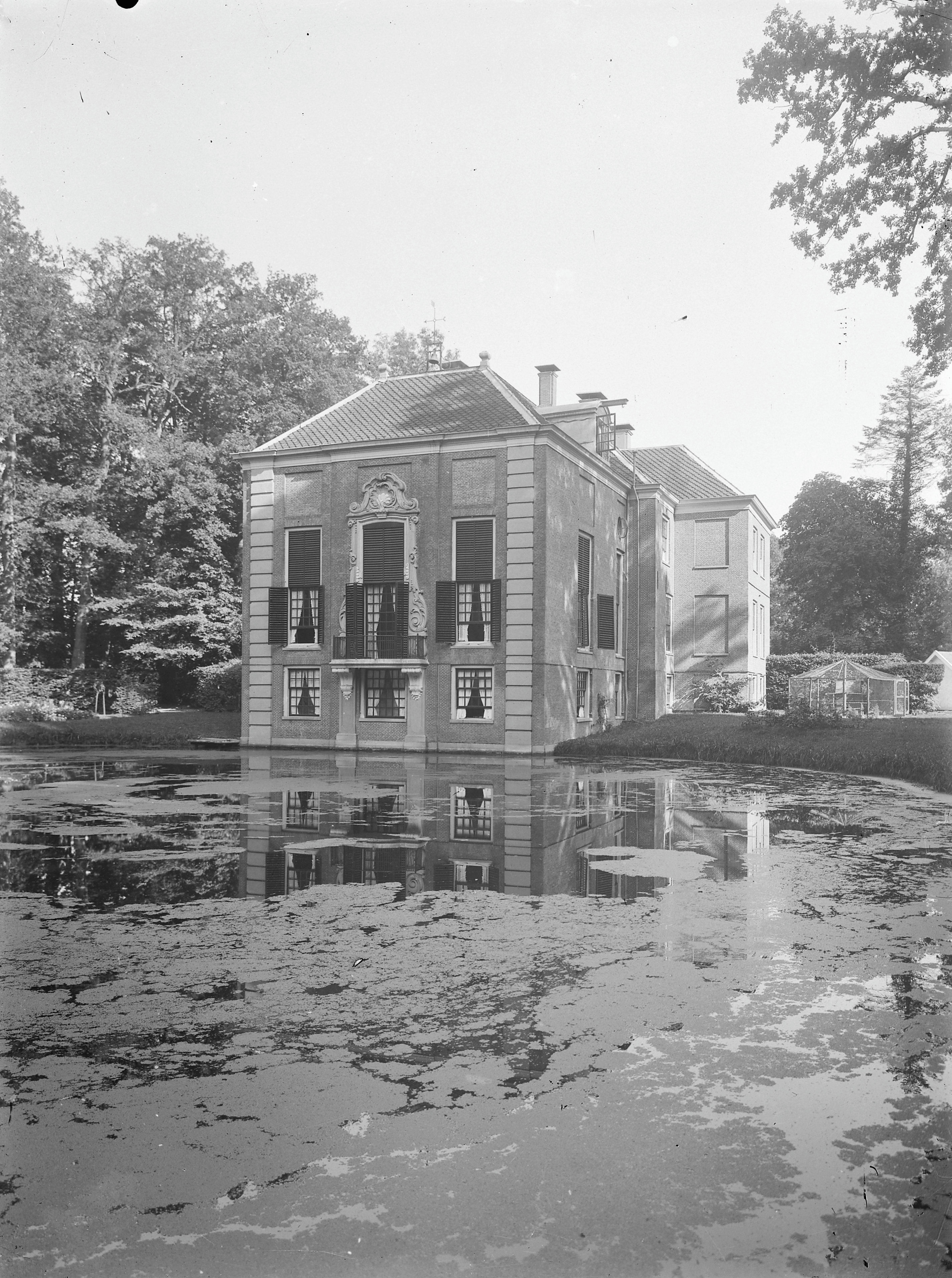
Huis Over-Holland

Doude van Troostwijk is een uitgestorven Nederlandse familie waarvan de familienaam nog voortleeft door naamswijziging in 1860 via matrimoniale lijn van een tak van de familie Van Beusekom; deze laatste tak bracht bestuurders voort.

## Geschiedenis van de uitgestorven tak Doude van Troostwijk
De bewezen stamreeks begint met Hendrik Goossensz. Trosferick, die te Beesd woonde en in 1661 of 1662 overleed. Zijn zoon noemde zich Van Troostrijk, zijn kleinzoon Van Troostwijk.

### Enkele telgen
Adrianus Paets van Troostwijk (1752-1837), poorter van Amsterdam 13 juli 1770, lakenkoopman, lid van het amortisatiesyndicaat, lid van de raad en wethouder van Amsterdam, sinds 1815 eigenaar huis Sterreschans; trouwde in 1781 Catharina Maria Doude (1751-1808)
- Wouter Johannes van Troostwijk (1782-1810), conciërge der Stad Amsterdam, kunstschilder
- Hendrik Jacob Doude van Troostwijk (1783-1859), opperboekhouder, lid van de permanente commissie uit het amortisatiesyndicaat
  - Cornelia Antoinetta Doude van Troostwijk (1814-1874), laatste telg van het geslacht Doude van Troostwijk; trouwde in 1836 met Eliza Theodoor van Beusekom (1814-1845)

## Geschiedenis van de nog levende tak Doude van Troostwijk
In 1836 trouwde Eliza Theodoor van Beusekom (1814-1845) met Cornelia Antoinetta Doude van Troostwijk (1814-1878) van wie hij in 1842 scheidde. Hun zoon Willem Isaäc Doude van Troostwijk (1838-1911), verkreeg bij KB van 6 augustus 1860, nr. 24, vergunning zijn naam Van Beusekom te veranderen in Doude van Troostwijk waarna een nieuw geslacht met deze naam ontstond dat nog steeds voortleeft.
Deze laatste tak werd met de familie Van Beusekom in 1961 opgenomen in het genealogische naslagwerk Nederland's Patriciaat; heropname volgde in het deel 88 (2007-'08).

### Enkele telgen
Willem Isaäc Doude van Troostwijk (1838-1911), burgemeester van Loenen, Ruwiel en Loenersloot, dijkgraaf van Zeeburg en Diemerdijk en van Amstelland, lid provinciale staten van Utrecht, bewoner van huis Sterreschans in Loenen
- Mr. Hendrik Jacob Doude van Troostwijk (1862-1925), burgemeester van Loenersloot en Ruwiel, lid provinciale staten van Utrecht, dijkgraaf van Amstelland, bewoner van huis Over-Holland in Nieuwersluis; trouwde in 1889 met jkvr. Jacoba Henriëtta Marianna Agatha Clifford (1868-1927), lid van de familie Clifford
  - Mr. Willem Isaäc Doude van Troostwijk (1894-1965), burgemeester van Loenen, Loenersloot en Ruwiel, secretaris-penningmeester van het Hoogheemraadschap Zeeburg en Diemerdijk
  - Hendrik Jacob Doude van Troostwijk (1898-1978), dijkgraaf van Amstelland (1932-1945) en NSB-burgemeester (1943-1945)
    - Dr. Wilco Julius Doude van Troostwijk (1932-2013), directeur bij het ministerie van Landbouw, voorzitter van het Jachtfonds; trouwde in 1962 met Margaretha Adriana Louisa des Tombe (1930), doktersassistente en lid van de familie Des Tombe

  - Jacoba Henriëtta Marianna Agatha Doude van Troostwijk (1905-2005), intendant Koninklijk Paleis en Domein Het Loo, dame du palais honoraire; trouwde in 1928 met jhr. Diederik Jan Anthonie Albertus van Lawick van Pabst, heer van Nijevelt (1902-1958), intendant Koninklijk Paleis en Domein Het Loo, adjudant van de koningin, lid van de familie Van Pabst
- Cornelis Jan Doude van Troostwijk (1863-1921), burgemeester van Abcoude-Baambrugge en Abcoude-Proostdij, secretaris-penningmeester van de Polder 's-Graveland; trouwde in 1899 met jkvr. Anna Magdalena Strick van Linschoten (1867), lid van de familie Strick van Linschoten
  - Ottolina Maria Doude van Troostwijk (1898-1966); trouwde in 1922 met mr. Jacob Anne Grothe, heer van Schellach (1897-1970), bankier, lid van de familie Grothe
- Mr. dr. Willem Isaäc Doude van Troostwijk (1868-1957), secretaris-generaal van de Tweede Vredesconferentie van Den Haag, chef Kabinet minister van Buitenlandse Zaken, ambassadeur; trouwde in 1897 met jkvr. Woltera Gerardina Irmgard van Schuylenburch (1876-1912), lid van de familie Van Schuylenburch; trouwde in 1917 met Sophia Frederika Mathilda barones Taets van Amerongen, vrouwe van Natewisch (1874-1954), lid van de familie Taets van Amerongen
  - Lodewijk Willem Doude van Troostwijk (1901-1993), bankier; trouwde in 1927 met Louise Agnes Maximilienne van Wickevoort Crommelin (1904-1983), lid van de familie Crommelin, bewoners van huis Sterreschans in Nieuwersluis
- Willemina Louise Doude van Troostwijk (1869-1939); trouwde in 1894 mr. Unico Hendrik van Notten, heer van Oostwaard (1868-1928), hoogheemraad van Amstelland

Geslachten die opgenomen zijn in het sinds 1910 verschijnende genealogische naslagwerk Nederland's Patriciaat. Lijst volgens opgave van het CBG Centrum voor familiegeschiedenis.
A · B · C · D · E · F · G · H · I · J · K · L · M · N · O · P · Q · R · S · T · U · V · W · Y · Z